# Waldemar Hoven
Waldemar Hoven (Freiburg, 10 februari 1903 – Landsberg, 2 juni 1948) was een SS-Hauptsturmführer (kapitein) en kamparts in concentratiekamp Buchenwald.

## Biografie

### Vooroorlogse periode
Hoven werd geboren in de Zuid-Duitse stad Freiburg. Na afloop van de Eerste Wereldoorlog bezocht Hoven voor zijn studie diverse landen, waaronder Denemarken, Zweden en de Verenigde Staten. In 1925 keerde hij terug naar Freiburg. Daar hielp hij enige tijd zijn broer in diens sanatorium. In de periode 1930-1933 werkte hij in Frankrijk als verslaggever. Kort na de machtsovername van de nazi’s, keerde Hoven terug naar Duitsland, omdat zijn broer om het leven was gekomen. In 1935 ging Hoven geneeskunde studeren aan de Universiteit van Freiburg. Hoven nam het sanatorium van zijn broer over en werkte later nog in een ziekenhuis. In 1939 studeerde hij wegens de oorlog versneld af.

### Tweede Wereldoorlog
Nadat de Tweede Wereldoorlog was uitgebroken, kreeg Hoven, vanaf 1934 lid van de SS (lidmaatschapnummer 244.594) en vanaf 1937 van de NSDAP, een opleiding tot infanteriesoldaat. Vanaf oktober 1939 werd Hoven ingezet als zogenaamde Hilfssanitätsoffizier en vanaf 1940 als Sanitätsoffizier der Waffen-SS in concentratiekamp Buchenwald. Hoven was betrokken bij de administratie van de medische experimenten die in het kamp werden uitgevoerd.
Vanaf juli 1942 deed Hoven – opgeklommen tot de rang van SS-Hauptsturmführer – dienst als Standortartz in Buchenwald en kreeg in januari 1943 de functie van plaatsvervanger over de afdeling Abteilung für Fleckfieber- und Virusforschung, die onder leiding stond van Erwin Ding-Schuler. Deze afdeling was in het leven geroepen nadat de ziekte zich in het najaar van 1941 over heel Duitsland had verspreid. Er werd besloten dat de gevangenen in Buchenwald werden gebruikt om mogelijke vaccins te testen. Tussen januari 1942 en maart 1945 werden er negen mogelijke vaccins op de gevangenen uitgeprobeerd. Het staat vast dat tot aan januari 1945 ten minste 988 gevangenen werden gebruikt voor deze experimenten. Velen hiervan kwamen om het leven of liepen blijvend letsel op.
Hoven leidde samen met Ding-Schuler het onderzoek naar koudvuur, vlektyfus en andere ziekten waarvoor men vaccins op gevangenen moest uitproberen. De uitgekozen gevangenen waren vooral zieke gevangenen, die anders tijdens Aktion 14f13 gedood zouden worden. Vaak stierven de gevangenen al aan de experimenten en anders bracht Hoven ze later zelf middels een fenolinjectie om het leven.
In juli 1943 promoveerde Hoven aan de Universiteit van Freiburg met een proefschrift over de behandeling van tuberculose: Versuche zur Behandlung der Lungentuberkulose durch Inhalation von Kohlekolloid. Voor het onderzoek deed Hoven pseudomedische experimenten op concentratiekampgevangenen, waarvan er minsten vijf om het leven kwamen.
Hoven werd in het kader van het corruptieschandaal in Buchenwald rondom Karl Otto Koch in september 1943 gearresteerd. Samen met enkele anderen werd hij door SS aangeklaagd. Hoven werd verdacht van moord, mishandeling met dood als gevolg en enkele andere strafbare feiten. Volgens de aanklager had Hoven SS-officier Köhler middels een aconitine-injectie om het leven gebracht. Köhler was een potentiële getuige in de corruptiezaak tegen Ilse Koch, met wie hij naar verluidt een affaire had. Waarschijnlijk werd Hoven in het voorjaar van 1945 door de SS-rechter Konrad Morgen ter dood veroordeeld. Hoven bleef achttien maanden in Buchenwald als gevangene. Op 2 april 1945 kwam hij op gratie vrij, vanwege een tekort aan artsen.

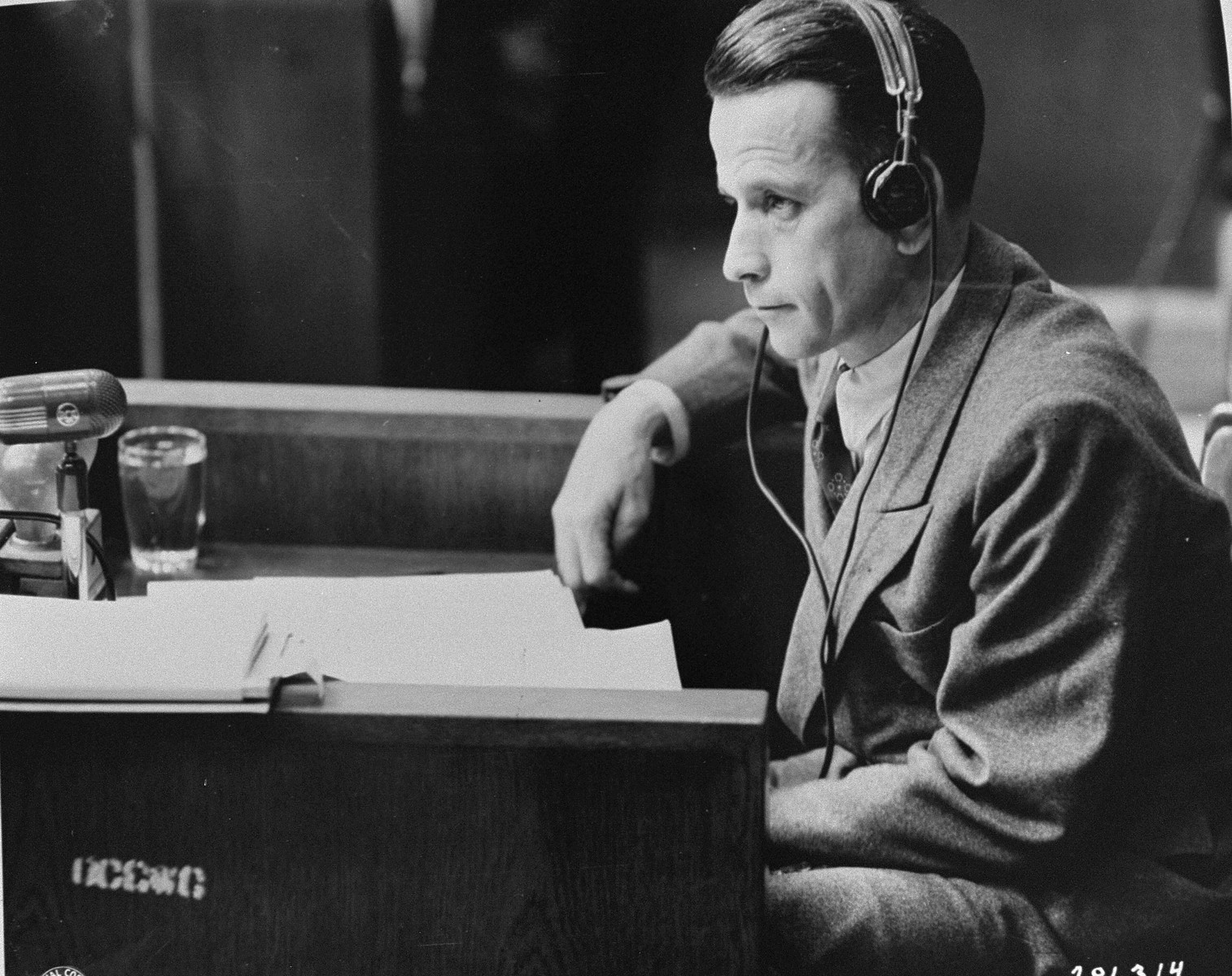
Waldemar Hoven tijdens het artsenproces.

### Naoorlogse periode
Na de bevrijding van Buchenwald werd Hoven gevangengenomen en in het Artsenproces aangeklaagd. Tijdens dit proces bleek dat hij zijn proefschrift niet zelf had geschreven, maar door twee gevangenen had laten maken. In 1947 werd hem zijn doctorstitel afgenomen. Hoven werd schuldig bevonden aan oorlogsmisdaden, misdaden tegen de menselijkheid en lidmaatschap van een criminele organisatie, namelijk de SS. Op 2 augustus 1947 werd hij ter dood veroordeeld. Het vonnis werd op 2 juni 1948 in de gevangenis van Landsberg voltrokken.

## Lidmaatschapsnummers
- NSDAP-nr.: 5 257 152 (lid geworden 1 mei 1937)
- SS-nr.: 244 594 (lid geworden 1934)